# Kamaka (îlot)
Pour les articles homonymes, voir Kamaka.
Kamaka est un îlot des îles Gambier en Polynésie française. En 2002, une famille de quatre personnes y vivait en permanence ; en 2007 il n'y avait plus qu'un habitant. L'île est inhabitée en 2012 mais un nouvel habitant permanent y est comptabilisé au recensement de 2017.